# Ajung (Ajung)
Ajung is een bestuurslaag in het regentschap Jember van de provincie Oost-Java, Indonesië. Ajung telt 16.239 inwoners (volkstelling 2010).